# Edwin C. Burleigh

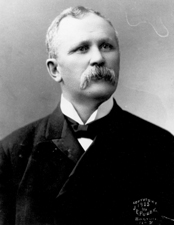
Edwin C. Burleigh

Edwin Chick Burleigh (* 27. November 1843 in Linneus, Maine; † 16. Juni 1916 in Augusta, Maine) war ein US-amerikanischer Politiker und von 1889 bis 1893 Gouverneur des Bundesstaates Maine, den er außerdem in beiden Kammern des Kongresses vertrat.

## Frühe Jahre und politischer Aufstieg
Edwin Burleigh besuchte die örtlichen Schulen seiner Heimat und dann die Houlton Academy. Danach arbeitete er als Landvermesser, Lehrer und Angestellter im öffentlichen Dienst. Zwischen 1865 und 1878 war er Leiter der staatlichen Landbehörde (State land agent), von 1880 bis 1885 war er im Finanzministerium von Maine beschäftigt. Dazwischen war er stellvertretender Verwaltungschef des Staatsparlaments. Schließlich wurde Burleigh von 1885 bis 1888 selbst Finanzminister (Treasurer) seines Staates. Ab 1887 war er auch Eigentümer der Zeitung „Kennebec Journal“. Im Jahr 1888 wurde er als Kandidat seiner Republikanischen Partei zum neuen Gouverneur gewählt.

## Gouverneur, Kongressabgeordneter und Senator
Burleigh trat sein neues Amt am 2. Januar 1889 an. Nach einer Wiederwahl im Jahr 1890 konnte er bis zum 4. Januar 1893 im Amt bleiben. Seine Amtsführung als Gouverneur wird von der National Governors Association als kompetent und erfolgreich bezeichnet. Anscheinend gab es auch in seiner Regierungszeit keine nennenswerte Vorkommnisse.
Auch nach dem Ende seiner Gouverneurszeit blieb Burleigh politisch aktiv. Zwischen 1897 und 1911 war er Abgeordneter im US-Repräsentantenhaus, wo er die Nachfolge des verstorbenen Seth L. Milliken antrat und sechsmal im Amt bestätigt wurde, ehe er 1910 scheiterte. Nachdem er sich zunächst wieder um seine Zeitung gekümmert hatte, wurde er 1912 in den US-Senat gewählt, dem er vom 4. März 1913 bis zu seinem Tod angehörte. Edwin Burleigh war mit Mary Jane Bither verheiratet, mit der er zwei Kinder hatte.